# Liang zhu
Liang zhu (cinese tradizionale: 梁祝; cinese semplificato: 梁祝; pinyin: Liángzhù; jyutping: Loeng4 Zuk1) è un film del 1994 diretto da Tsui Hark.
Pellicola di Hong Kong ispirata alla leggenda cinese di Liangzhu. Il protagonista maschile, nel ruolo di Liang Shanbo, è Nicky Wu, il quale ha anche cantato la canzone tema del film. Gli altri attori principali del cast sono Charlie Yeung nel ruolo della protagonista femminile Zhu Yingtai, Elvis Tsui e Carrie Ng.

## Trama
Un alto funzionario della corte imperiale torna per annunciare alla moglie che intende dare in sposa la loro unica figlia, Yingtai, a uno degli eredi della famiglia Ma. Per assicurarsi il matrimonio, la sottopone a un esame d'arte, ma si rende presto conto che la figlia non è in grado di suonare la lira, scrivere o recitare una poesia. La madre di Yingtai decide quindi di mandarla alla scuola media Sung Yee per completare gli studi per tre anni, ma per farlo, la ragazza deve travestirsi da ragazzo per poter studiare in questa scuola media riservata esclusivamente al sesso maschile. Dopo essere stata ricevuta dal preside della scuola, si reca in biblioteca, dove si prepara per dormire. Lì incontra il giovane Liang Shanbo, il quale non sa che Yingtai è una ragazza...

## Riconoscimenti
- Quattordicesimi Hong Kong Film Awards
  - Vinti
    - Miglior colonna sonora originale: James Wong

  - Candidature
    - Miglior Regista: Tsui Hark
    - Miglior Attrice di Supporto: Carrie Ng
    - Miglior Direzione Artistica: William Chang Suk Ping
    - Miglior trucco e costumi: William Chang Suk Ping